# Valeri Voronin
Valeri Ivánovich Voronin (en ruso: Валерий Иванович Воронин) (17 de julio de 1939 en Moscú - 22 de mayo de 1984 en Moscú) fue un futbolista de la Unión Soviética. Era un centrocampista versátil con una gran capacidad técnica que también fue alineado como defensa central.

## Clubes
Durante su carrera a nivel de clubs jugó para el FC Torpedo Moscú de 1958 a 1969, ganando el campeonato soviético en dos ocasiones y proclamándose Futbolista del año en la Unión Soviética en 1964 y 1965. Con el Torpedo jugó 219 encuentros del campeonato soviético, marcando 26 goles.

## Selección
Entre 1960 y 1968 disputó 66 encuentros y anotó 5 goles para la Selección de fútbol de la Unión Soviética, y representó al país en los Mundiales de Chile 1962 e Inglaterra 1966, y en la Eurocopa 1964, en la época dorada del fútbol soviético. En estas tres competiciones, la selección de la URSS alcanzó respectivamente los cuartos de final, las semifinales, y la final en la Eurocopa de 1964, cayendo en la final ante el país anfitrión, España, por 1:2.

## Muerte
Durante el verano de 1969 se vio involucrado en un grave accidente de circulación, del cual se recuperó físicamente, pero que le dejó secuelas psicológicas. A partir de ahí tuvo graves problemas con el alcohol, y en mayo de 1984 fue encontrado muerto, sin que la investigación oficial aportara ninguna sospecha.